# Колос (Новосілка)
Колос — аматорська футбольна команда з села Новосілка на Заліщиччині.

## Відомості

### Досягнення
- Чемпіон Тернопільської області: 1991.